# بروکمول
بروکمول (به آلمانی: Bruckmühl) یک شهر در آلمان است که در بایرن واقع شده‌است.

## خصوصیات
بروکمول ۵۰٫۲۲ کیلومترمربع مساحت دارد ۵۱۱ متر بالاتر از سطح دریا واقع شده‌است.